# Sliema Wanderers Football Club
El Sliema Wanderers FC es un club de fútbol de Malta de la ciudad de Sliema. Fue fundado en 1909 y juega en la Premier League de Malta. Es el club maltés más laureado, tanto en la Liga (26 títulos) como en la Copa (21 trofeos).

## Historia
El equipo fue fundado en 1909, y fue uno de los clubes debutantes en el primer campeonato de Liga de Malta en 1909-10, terminando en segunda posición. Su primer título de Liga lo conseguirían en la temporada 1919-20.
Actualmente es el club con más trofeos de Copa y Ligas, competición en la que mantiene una rivalidad con el Floriana FC por la supremacía en el campeonato nacional. Es considerado por lo tanto como uno de los equipos más importantes del país.

## Uniforme
- Uniforme titular: Camiseta azul, pantalón azul, medias azules.
- Uniforme alternativo: Camiseta blanca, pantalón blanco, medias blancas.

## Jugadores

### Jugadores destacados
- André da Silva
- Duda
- Ivan Woods
- Zdeněk Svoboda
- George Bond[1]
- Dean Edwards
- Jamie Pace
- Phil Power
- Carl Saunders
- Steve Vickers[2]
- Cristiano Bergodi
- Domenico Di Carlo
- Mauro Di Lello
- Valerio Mottola
- Andrei Agius
- Ritchie Aquilina[3]
- Kelinu Azzopardi[4]
- Ian Azzopardi
- Roderick Bajada
- Etienne Barbara
- Fred Barry[5][6]
- Ernest Barry
- Matthew Bartolo
- Graham Bencini
- Daniel Bogdanovic
- Henry Bonello
- Ġużi Bonnici[7]
- Salvu Bonnici[8]
- Jimmy Briffa[9]
- Julian Briffa
- Roderick Briffa
- Joe Brincat[10]
- Richard Buhagiar
- Carmel Busuttil
- John Buttigieg
- Ninu Calleja[11]
- David Camilleri
- David Carabott
- Jeffrey Chetcuti
- Ian Ciantar
- Joe Cini
- Reginald Cini
- Ronnie Cocks[12]
- Jason Cordina
- Edward Darmanin[13]
- Darren Debono
- Luke Dimech
- Harry Edwards[14]
- Johnnie Edwards[15]
- Raymond Edwards[16]
- Leli Fabri[17]
- Lino Falzon[18]
- Joseph Farrugia
- Kane Paul Farrugia
- Lino Galea
- Stefan Giglio
- Alex Gollcher[19]
- Martin Gregory[20]
- Massimo Grima
- Kristian Laferla[21]
- Lee Lombardi
- Carlo Mamo
- Kevin Mamo
- Claude Mattocks
- Leli Micallef[22]
- Adrian Mifsud[23]
- Ġianni Mifsud[24]
- Josef Mifsud
- Michael Mifsud
- Alex Muscat
- Sammy Nicholl (Seleccionado entre 1957–62)

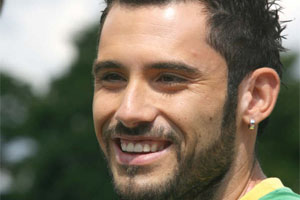
Etienne Barbara

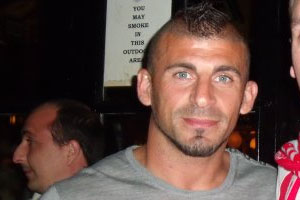
Luke Dimech

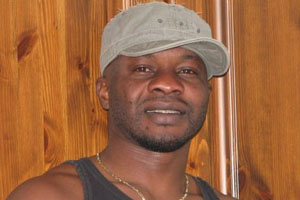
Chucks Nwoko

- Tony Nicholl (Jugador del Año en Malta 1955–56)[25]
- Il-Pejxa
- Ġużi Pisani[26]
- Gejtu Sacco[27]
- Brian Said
- Salvu Sammut[28]
- Kevin Sammut
- Joe Sant Fournier
- Mark Scerri
- Salvinu Schembri[29]
- Hubert Suda
- Michael Sultana[30]
- Shawn Tellus
- Trevor Templeman
- Simon Tortell[31]
- Noel Turner
- Joe 'Jockey' Xuereb[32]
- Aleksandar Madzar
- Murphy Akanji
- Orosco Anonam
- Agostoine Eguavoen
- Chucks Nwoko
- Chris Okoh
- Derek Collins
- Kosta Bjedov
- Danilo Dončić
- Neško Milovanović
- Ivan Gajer
- Nenad Veselji

## Estadio

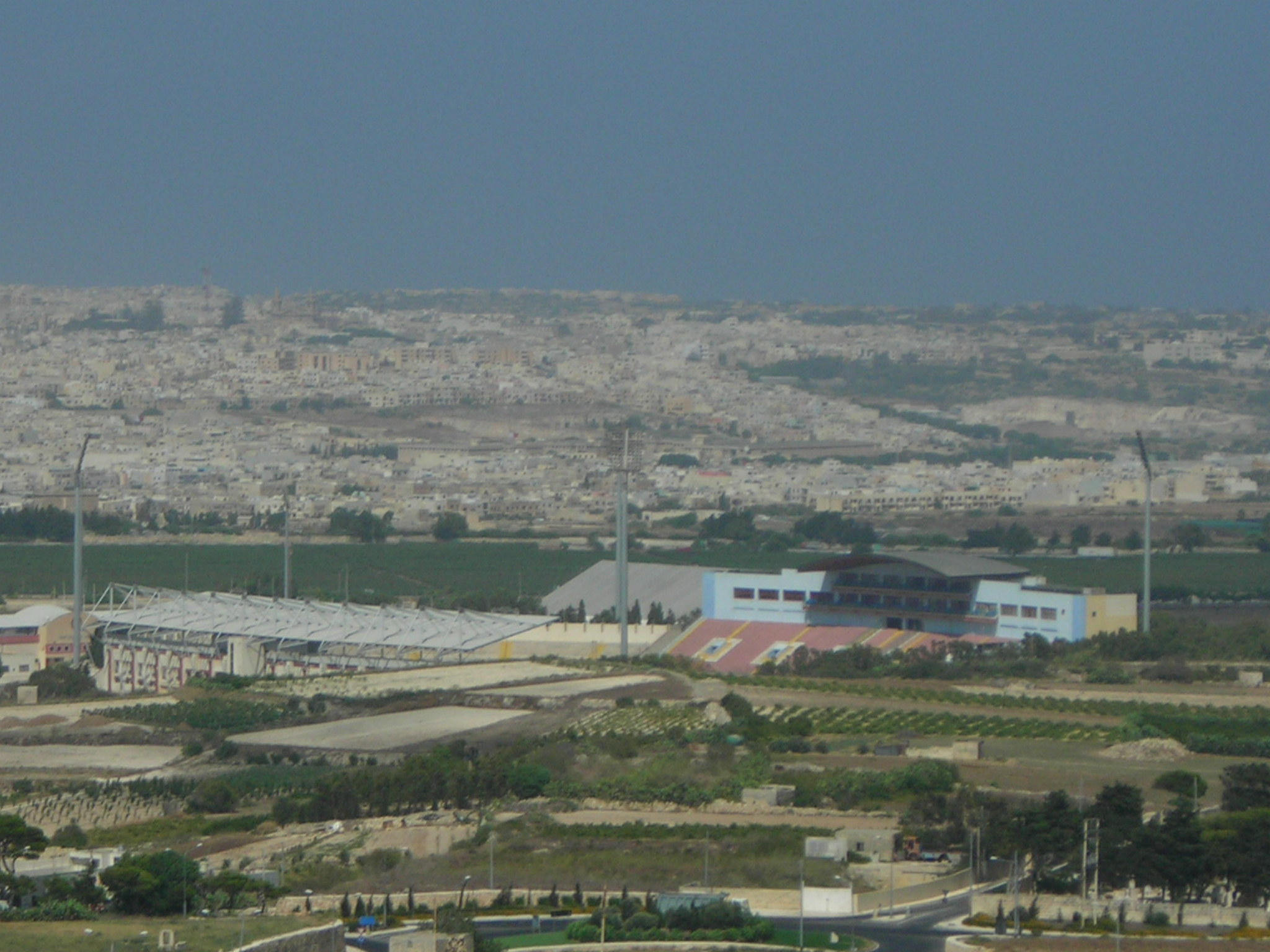
Vistas del Estadio desde la ciudad de Mdina

El Sliema juega sus partidos en el Estadio Ta' Qali, con capacidad para 17.000 personas y unas dimensiones de 102 x 67. El estadio se encuentra en otra localidad situada a 2 kilómetros de Mdina llamada Ta' Qali, y es también el empleado por la Selección de fútbol de Malta para disputar sus partidos internacionales.
Su sede principal no la pueden utilizar para partidos por competiciones de la UEFA, el Tigne Sports Complex, en Sliema, con capacidad para 1000 espectadores.

## Palmarés

### Torneos nacionales
- Premier League de Malta (26): 1920, 1923, 1924, 1926,[47] 1930, 1933, 1934, 1936,[48] 1938,[49] 1939, 1940, 1949,[50] 1954, 1955, 1956,[51] 1957, 1964, 1965, 1966, 1971, 1972,[52] 1976,[53] 1989, 1996,[54] 2003, 2004, 2005

- Copa de Malta (22): 1935, 1936,[55] 1937, 1940, 1946, 1948, 1951, 1952,[56] 1956,[51] 1959, 1963, 1965, 1968, 1969, 1974, 1979,[57] 1990, 2000, 2004, 2009, 2016, 2024

- Supercopa de Malta (3): 1996, 2000, 2009

- Primera División de Malta (2): 1984, 2023

- Löwenbräu Cup (3): 1999, 2001, 2002

- Super 5 Cup (3): 1990/91,[58] 2001/02, 2003/04

- Cassar Cup (11): 1923/24, 1924/25,[59][60] 1933/34,[61] 1934/35, 1937/38,[62] 1938/39, 1945/46,[63] 1954/55,[51] 1955/56, 1956/57,[64] 1937/38,[65] 1959/60, 1966/67

- Scicluna Cup (10): 1949/50, 1950/51, 1953/54, 1954/55,[51] 1955/56, 1956/57, 1957/58, 1958/59, 1959/60, 1965/66

- Cousis Shield (4): 1917/18, 1919/20, 1923/24, 1925/26[47]

- Christmas Cup (3): 1966/67, 1967/68, 1970/71

- Independence Cup (5): 1964/65, 1969/70, 1971/72, 1973/74, 1981/82

- Testaferrata Cup (2): 1964/65, 1974/75

- MFA Cup (1): 1931/32

- Sons of Malta Cup (2): 1972/73, 1979/80

- Euro Cup (6): 1982, 1987, 1990, 2004, 2005, 2010

- Christmas Tourney Cup (2): 1936/37, 1948/49

- Schembri Shield (2): 1955/56, 1957/58

- Empire Sports Ground Cup (1): 1923/24

- MFA League Cup (5): 1965/66, 1969/70, 1978/79, 1984/85

- MPFA Shield (1): 1954/55

## Participación en competiciones de la UEFA

### Recopa de Europa
| Temporada | Ronda          | Club                | Local | Visita | Global   |
| --------- | -------------- | ------------------- | ----- | ------ | -------- |
| 1963-64   | Preliminar     | Borough United      | 0-0   | 0-2    | 0-2      |
| 1968-69   | 1              | US Rumelange        | 1-0   | 1-2    | 2-2 (v.) |
| 1968-69   | 2              | Randers Freja       | 0-2   | 0-6    | 0-8      |
| 1969-70   | 1              | IFK Norrköping      | 1-0   | 1-5    | 2-5      |
| 1974-75   | 1              | FC Lahti            | 2-0   | 1-4    | 3-4      |
| 1979-80   | 1              | Boavista            | 2-1   | 0-8    | 2-9      |
| 1982-83   | 1              | Swansea City        | 0-5   | 0-12   | 0-17     |
| 1987-88   | 1              | KS Vllaznia Shkodër | 0-4   | 0-2    | 0-6      |
| 1990-91   | 1              | FK Dukla Prague     | 1-2   | 0-2    | 1-4      |
| 1993-94   | Clasificatoria | Degerfors IF        | 1-3   | 0-3    | 1-6      |

### Copa Intertoto
| Temporada | Ronda | Club          | Local | Visita | Global |
| --------- | ----- | ------------- | ----- | ------ | ------ |
| 1998      | 1     | Diósgyőri VTK | 2-3   | 0-2    | 2-5    |

### UEFA Conference League
| Temporada | Ronda             | Club    | Local | Visita | Global |
| --------- | ----------------- | ------- | ----- | ------ | ------ |
| 2024-25   | 2° Clasificatoria | FC Noah | 0-0   | 0-7    | 0-7    |

### UEFA Cup/UEFA Europa League
| Temporada | Ronda            | Club                  | Local | Visita | Global |
| --------- | ---------------- | --------------------- | ----- | ------ | ------ |
| 1970-71   | 1                | Akademisk BK          | 2-3   | 0-7    | 2-10   |
| 1973-74   | 1                | PFC Lokomotiv Plovdiv | 0-2   | 0-1    | 0-3    |
| 1975-76   | 1                | Sporting Lisboa       | 1-2   | 1-3    | 2-5    |
| 1977-78   | 1                | Eintracht Frankfurt   | 0-0   | 0-5    | 0-5    |
| 1980-81   | 1                | Barcelona             | 0-2   | 0-1    | 0-3    |
| 1981-82   | 1                | Aris Salónica         | 2-4   | 0-4    | 2-8    |
| 1988-89   | 1                | Victoria Bucarest     | 0-2   | 1-6    | 1-8    |
| 1995-96   | Preliminar       | AC Omonia             | 1-2   | 0-3    | 1-5    |
| 1996-97   | Preliminar       | Margveti Zestaponi    | 1-3   | 3-0    | 4-3    |
| 1996-97   | Clasificatoria   | Odense BK             | 0-2   | 1-7    | 1-9    |
| 1999-00   | Clasificatoria 1 | FC Zürich             | 0-3   | 0-1    | 0-4    |
| 2000-01   | Clasificatoria 1 | FK Partizan           | 2-1   | 1-4    | 3-5    |
| 2001-02   | Clasificatoria 1 | FK Matador Púchov     | 2-1   | 0-3    | 2-4    |
| 2002-03   | Clasificatoria 1 | Polonia Warszawa      | 1-3   | 0-2    | 1-5    |
| 2006-07   | Clasificatoria 1 | Rapid Bucarest        | 0-1   | 0-5    | 0-6    |
| 2007-08   | Clasificatoria 1 | PFC Litex Lovech      | 0-3   | 0-4    | 0-7    |
| 2009-10   | Clasificatoria 2 | Maccabi Netanya FC    | 0-0   | 0-3    | 0-3    |
| 2010-11   | Clasificatoria 1 | HNK Šibenik           | 0-3   | 0–0    | 0-3    |
| 2013-14   | Clasificatoria 1 | FK Khazar Lankaran    | 1-1   | 0-1    | 1-2    |
| 2014-15   | Clasificatoria 1 | Ferencvárosi TC       | 1-1   | 1-2    | 2-3    |

### UEFA Champions League
| Temporada | Ronda            | Club                | Casa | Visita | Global   |
| --------- | ---------------- | ------------------- | ---- | ------ | -------- |
| 1964-65   | Preliminar       | Dinamo Bucarest     | 0-2  | 0-5    | 0-7      |
| 1965-66   | Preliminar       | Panathinaikos FC    | 1-0  | 1-4    | 2-4      |
| 1966-67   | Preliminar       | PFC CSKA Sofia      | 1-2  | 0-4    | 1-6      |
| 1971-72   | 1                | ÍA Akranes          | 0-0  | 4-0    | 4-0      |
| 1971-72   | 2                | Celtic Glasgow      | 1-3  | 0-3    | 1-6      |
| 1972-73   | 1                | Górnik Zabrze       | 0-5  | 0-5    | 0-10     |
| 1976-77   | 1                | TPS Turku           | 2-1  | 0-1    | 2-2 (v.) |
| 1989-90   | 1                | KF Tirana           | 1-0  | 0-5    | 1-5      |
| 2003-04   | Clasificatoria 1 | Skonto Riga         | 2-0  | 1-3    | 3-3 (v.) |
| 2003-04   | Clasificatoria 2 | F.C. Copenhague     | 0-6  | 1-4    | 1-10     |
| 2004-05   | Clasificatoria 1 | FBK Kaunas          | 0-2  | 1-4    | 1-6      |
| 2005-06   | Clasificatoria 1 | FC Sheriff Tiraspol | 1-4  | 0-2    | 1-6      |